# ایزوبوتیل‌ژرمان
ایزوبوتیل‌ژرمان (به انگلیسی: Isobutylgermane) با فرمول شیمیایی C۴H۱۲Ge یک ترکیب شیمیایی است. که جرم مولی آن ۱۳۲٫۷۸ g/mol می‌باشد. شکل ظاهری این ترکیب، مایع بی‌رنگ است.